# هایفیلد (شهرستان فرفکس، ویرجینیا)
هایفیلد (به انگلیسی: Hayfield) یک منطقهٔ مسکونی در ایالات متحده آمریکا است که در شهرستان فرفکس، ویرجینیا واقع شده‌است. هایفیلد ۳٫۶ کیلومتر مربع مساحت و ۳٬۹۰۹ نفر جمعیت دارد و ۲۸٫۹۶ متر بالاتر از سطح دریا واقع شده‌است.